# Tournoi de tennis de l'Aquila
Le Tournoi de tennis de l'Aquila ou Internazionali di Tennis Città dell'Aquila  est un tournoi international de tennis masculin du circuit professionnel Challenger. Il a lieu tous les ans à L'Aquila à partir de 2018. Il se joue sur terre battue en extérieur.

## Palmarès messieurs

### Simple
| Année | Vainqueur        | Finaliste     | Score         |
| ----- | ---------------- | ------------- | ------------- |
| 2018  | Facundo Bagnis   | Paolo Lorenzi | 2-6, 6-3, 6-4 |
| 2019  | Andrea Collarini | Andrej Martin | 6-3, 6-1      |

### Double
| Année | Vainqueurs                      | Finalistes                      | Score            |
| ----- | ------------------------------- | ------------------------------- | ---------------- |
| 2018  | Filippo Baldi Andrea Pellegrino | Pedro Martínez Mark Vervoort    | 4-6, 6-3, [10-5] |
| 2019  | Tomislav Brkić Ante Pavić       | Luca Margaroli Andrea Vavassori | 6-2, 6-2         |